# Коттер, Джон
Джон Пол Коттер — специалист в области менеджмента и лидерства, автор известных работ по вопросу управления изменениями. Почётный профессор кафедры лидерства имени Коносуке Мацуситы в Гарвардской школе бизнеса. Автор бестселлеров New York Times; основатель Kotter International (консалтинговой фирмы по управлению, базирующейся в Сиэтле и Бостоне).

## Ранние годы
Окончил Массачусетский технологический институт со степенью бакалавра наук по электротехнике в 1968 году и степенью магистра управления в 1970 году. Затем получил степень доктора делового администрирования в 1972 году в Гарвардской школе бизнеса. Являлся членом    братства Sigma Phi Epsilon.

## Карьера
В 1972 году, после защиты докторской диссертации, поступил на факультет Гарвардской школы бизнеса. В 1981 году получил должность и полное профессорское звание. Позже был назначен профессором лидерства Коносуке Мацусита. В 2001 году вышел на пенсию.
В 2008 году стал одним из основателей компании Kotter International. Фирма занимается бизнес-консалтингом и применяет  исследования Коттера о лидерстве, трансформациях и стратегиях масштабных изменений.
Имеет многочисленные награды за лидерство в своей области от Harvard Business Review, Bloomberg BusinessWeek, Thinkers50, Global Gurus и других.

## Основные труды
Является автором 20 книг, 12 из которых были бестселлерами.
Leading Change
Международный бестселлер Leading Change (1996), «по мнению специалистов в области менеджмента, является плодотворной работой в области управления изменениями». Уильям К. Финни, главный редактор журнала Strategy & Leadership, назвал книгу «лучшей работой, которую я видел по реализации стратегии». Книга описывает практический 8-этапный процесс управления изменениями:
1. Создание чувства срочности
2. Создание руководящей команды
3. Разработка видения и стратегии
4. Сообщение об изменения концепции
5. Расширение прав и возможностей сотрудников
6. Генерация краткосрочных достижений
7. Консолидация прибыли и дальнейшие перемены
8. Закрепление новых подходов в культуре организации

В 2011 году журнал TIME включил книгу в список 25 самых влиятельных книг по управлению бизнесом всех времён.
Our Iceberg is Melting
Написана в 2006 году в соавторстве с Хольгером Рэтгебером. Знаменитые восемь шагов реализации перемен были изложены в виде аллегории о пингвинах: «Стая пингвинов, чей айсберг тает, должна измениться, чтобы выжить, пока тает их айсберг».
Другие книги
Buy In (2010), A Sense of Urgency (2008, 2014), Accelerate (2014)
Образовательные статьи в журнале Harvard Business Review продолжают оставаться в числе самых продаваемых. Статья «Accelerate!» получила премию McKinsey 2012 года.

## Личная жизнь
Живёт в Кембридже, штат Массачусетс и Ашленде, штат Нью-Гемпшир, со своей женой Нэнси Дирман. У них двое детей.